# Mundo Novo (Manaus)
Conjunto Mundo Novo é um conjunto habitacional da Zona Norte de Manaus, capital do estado brasileiro do Amazonas. O conjunto esta dentro do bairro Cidade Nova e possui uma grande área de preservação.

## Dados do Conjunto
- População: 25.564 moradores

O conjunto surgiu de um loteamento através da SUHAB, dividindo-se em duas áreas, a primeira e a segunda etapa.
Após algum tempo, terras por detrás do Conjunto Mundo Novo foram sendo invadidas, criando a Comunidade Mundo Novo, no dia 2 de Fevereiro de 1997.